# فايز الجمهور
فايز غنام علي حمدان الجمهور المطيري (11 فبراير 1971 - )؛ نائب في مجلس الأمة الكويتي، وهو نجل عضو مجلس الأمة الكويتي السابق غنام الجمهور.

## حياته
حاصل على درجة البكالوريوس في الشريعة، وعمل مراقباً في وزارة الأشغال العامة بدولة الكويت ، شارك في انتخابات مجلس الأمة الكويتي 2020 وحصل على المركز الثاني في الدائرة الرابعة ب 5774 صوت وفاز بالانتخابات.

## أبرز مواقفه في مجلس الأمة

### مجلس الأمة 2020
| استجواب الوزير حمد جابر العلي (يناير 2022)    | ضد الاستجواب |
| استجواب الوزير أحمد ناصر الصباح (فبراير 2022) | غير موجود    |
| استجواب الوزير علي حسين الموسى (مارس 2022)    | مع الاستجواب |